# История Стокгольма

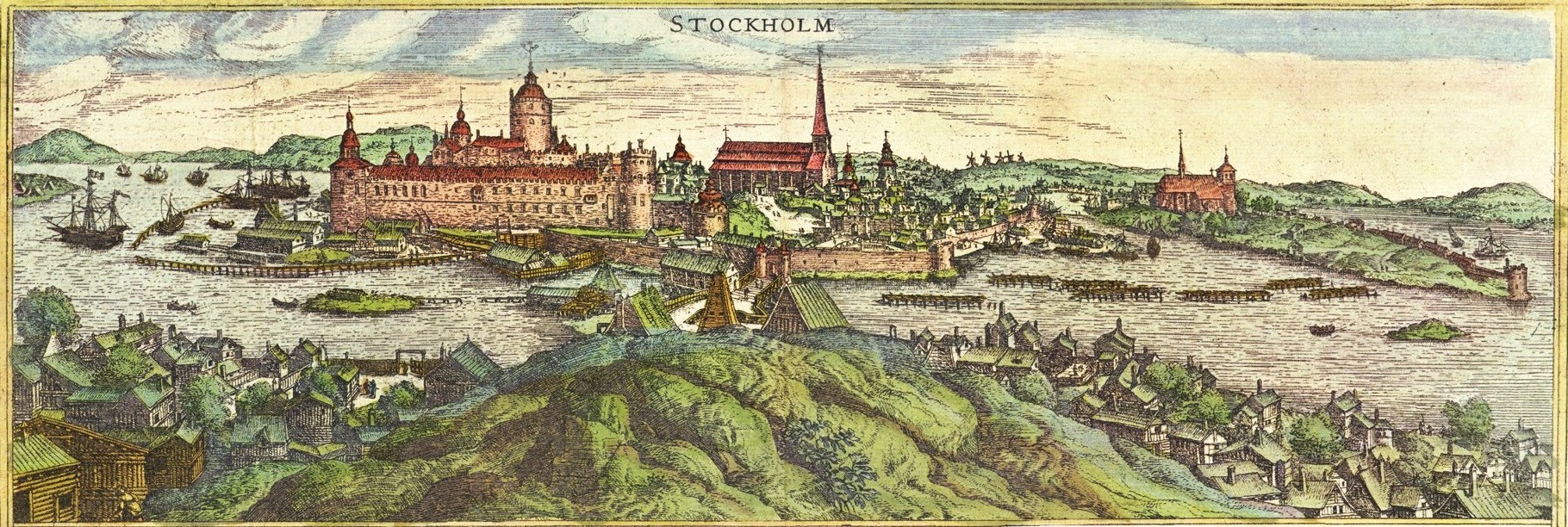
Вид на Стокгольм и его замок. Гравюра Франца Хогенберга из «Атласа городов земного мира» Георга Брауна (1572—1618)

История Стокгольма охватывает несколько веков. В сагах то место, где расположен Стокгольм, упоминается как Агнафит (поселение, названное в честь короля Агне).

## Средние века
Первое укрепление на месте располагавшейся здесь в древности рыбацкой деревушки начало возводиться лишь в 1187 году, когда в результате морского похода карелов, эстов и ижорян разорён был древний торговый центр Сигтуна на озере Меларен. Первые постройки возникли на острове Стадсхольмен, расположенном очень выгодно в стратегическом отношении в устье пролива, соединяющего озеро с Балтийским морем. Первое упоминание о Стокгольме как о городе относится к 1252 году. Считается, что он основан легендарным ярлом Биргером, родоначальником династии Фолькунгов. Именно он заложил Стокгольмский замок для того, чтобы защитить Швецию от вражеских нападений с Балтийского моря и остановить набеги на города на озере Меларен, подобные Сигтунскому разорению. Уже к концу XIII века Стокгольм начал расширяться к северу и к югу от Старого города, причём строился он по хорошо продуманному плану. Стокгольм играл важную роль при торговле железом из рудников Бергслагена.
Благодаря своему удачному географическому положению, Стокгольм быстро приобретал влияние как торговый город, ведущий торговлю с Любеком и ганзейскими городами. Уже в 1270 году Стокгольм упоминается в исторических документах как крупнейший населённый пункт Швеции. Однако бурное развитие торговли с Гданьском (Данцигом) и Любеком, а также вступление в организацию Ганза привело к засилью немецких купцов, а создание Кальмарской унии — к наплыву датчан. В XIV—XV вв. немцы составляли четвёртую часть населения Стокгольма и половину магистрата. Только после 1471 года шведам удалось вернуть себе ключевые позиции в управлении городом.

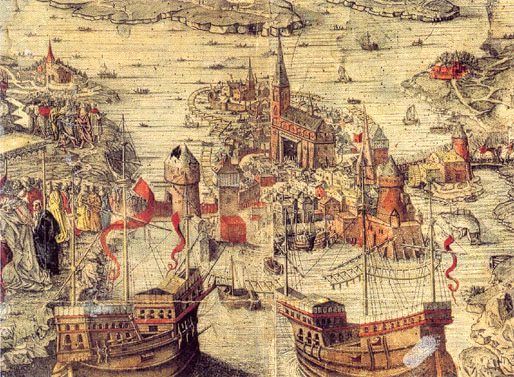
Кровавая баня, 1520 год

Город сыграл немаловажную роль как во время пребывания Швеции под датской короной во время Кальмарской унии, так и во время борьбы за независимость в XV веке. Именно здесь в конце XV века национальный герой Швеции Стен Стуре поднял крупное антидатское восстание, призывая Швецию к независимости от Дании. 10 октября 1471 года Швеция под руководством Стуре и при поддержке жителей Стокгольма одержала победу над датским королём Кристианом I. Но датский король Кристиан II, внук Кристиана I, всё-таки смог захватить мятежный город в 1518 году, а затем и повторно в 1520-м. 8 ноября 1520 года король Дании приказал казнить всех зачинщиков шведского восстания, а также влиятельных дворян, спонсировавших мятеж. На главной на тот момент площади города было казнено около 100 дворян. Эти события стали национальной трагедией Швеции и были названы Стокгольмской кровавой баней. Шведы были возмущены столь жестоким обращением датчан и потребовали немедленно разорвать кабальную унию. Новое восстание возглавил Густав Васа, ставший вскоре первым королём независимой Швеции. Население Стокгольма к тому времени начало расти и превысило 10 000 человек к 1600 году. А уже в 1529 году Сёдермальм и Норрмальм были включены в состав города.

## XVII век
В начале XVII века в Стокгольме возникла русская купеческая колония; русские называли город Стекольня или Стекольный. Это произошло после победы Швеции в очередной войне с Россией, когда в 1617 году по мирному договору Россия потеряла Восточную Карелию и Ингерманландию и лишилась выхода к Балтийскому морю. Русским купцам позволено было иметь в столице и других приморских городах торговые дворы, строить дома и церкви.
В XVII веке Швеция стала одной из самых могущественных держав в Европе. Стокгольм всё больше рос и развивался гораздо быстрее других городов, так как с 1634 года официально стал столицей Шведского королевства. С 1610 по 1680 годы население города выросло приблизительно в 6 раз. Новые правила торговли дали Стокгольму монополию на торговлю как с другими шведскими городами, так и с иностранцами. В XVII веке Стокгольм стал одним из самых богатых городов в Европе, и самым развитым городом Скандинавии. В 1628 году вблизи Стокгольма затонул корабль «Васа» — флагман шведского флота. В 1961 году его подняли со дна и сейчас он выставлен для осмотра в музее корабля Васа.

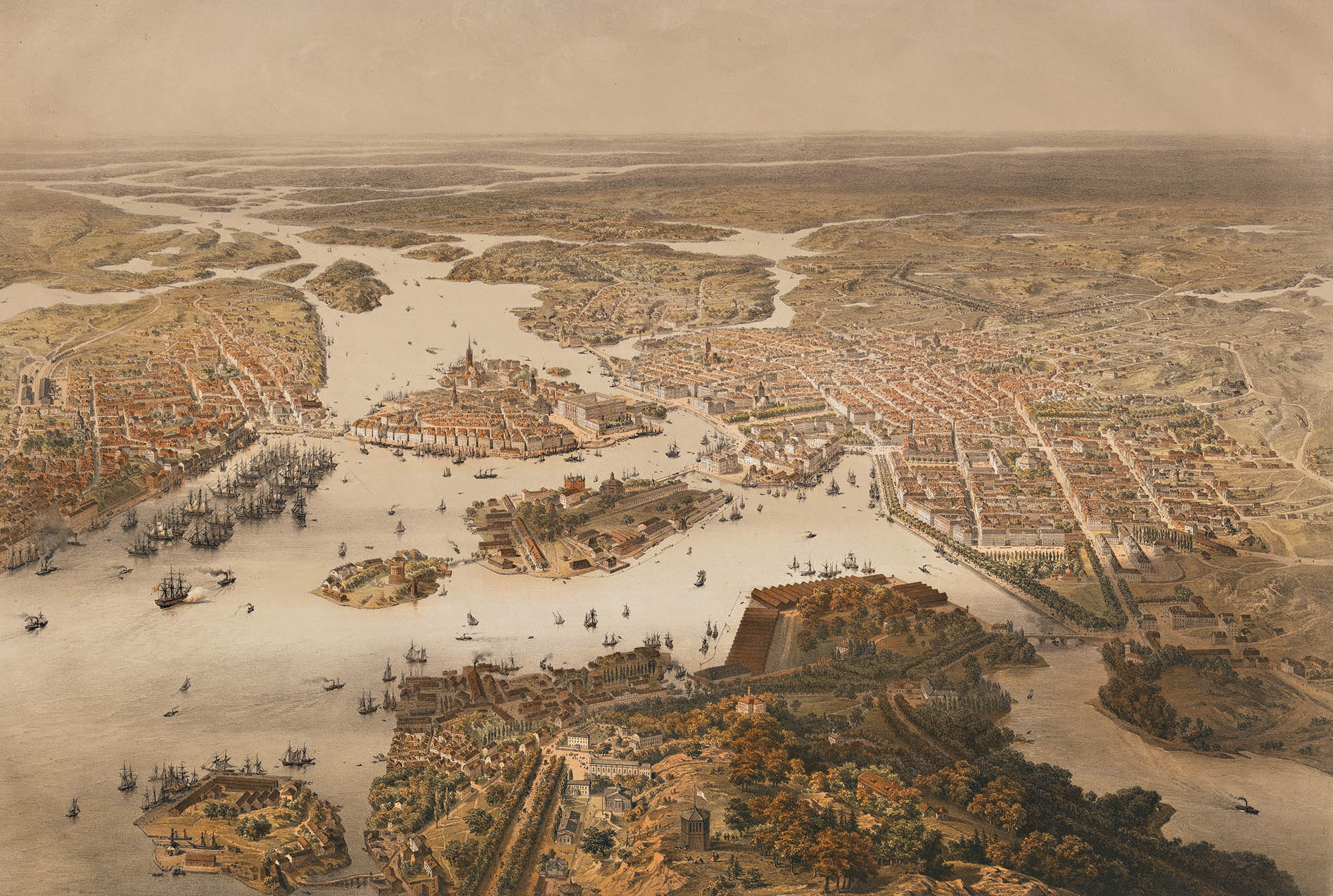
Вид на Стокгольм, гравюра 1868 года

## XVIII век
В начале XVIII века (1713—1714) Стокгольм пострадал от эпидемии Чёрной смерти. Во время войны с Россией в 1721 году серьёзно пострадали северные районы города, а развитие остановилось. За последующие 50 лет население города практически не изменилось, а экономика переживала период стагнации. Впрочем, город оставался крупнейшим центром шведской культуры и занимал доминирующее положение в стране даже при короле Густаве III. Была основана королевская опера, построено немало красивых зданий в городе, сохранившихся и по сей день. Вообще, именно XVIII век является началом архитектурной истории города. Здания XVIII века — одни из самых древних зданий современного Стокгольма. И шведы не стараются дополнительно «удревлять» их, а честно сообщают, что древних строений в городе почти нет. В 1739 году основана Королевская медицинская академия.

## XIX век

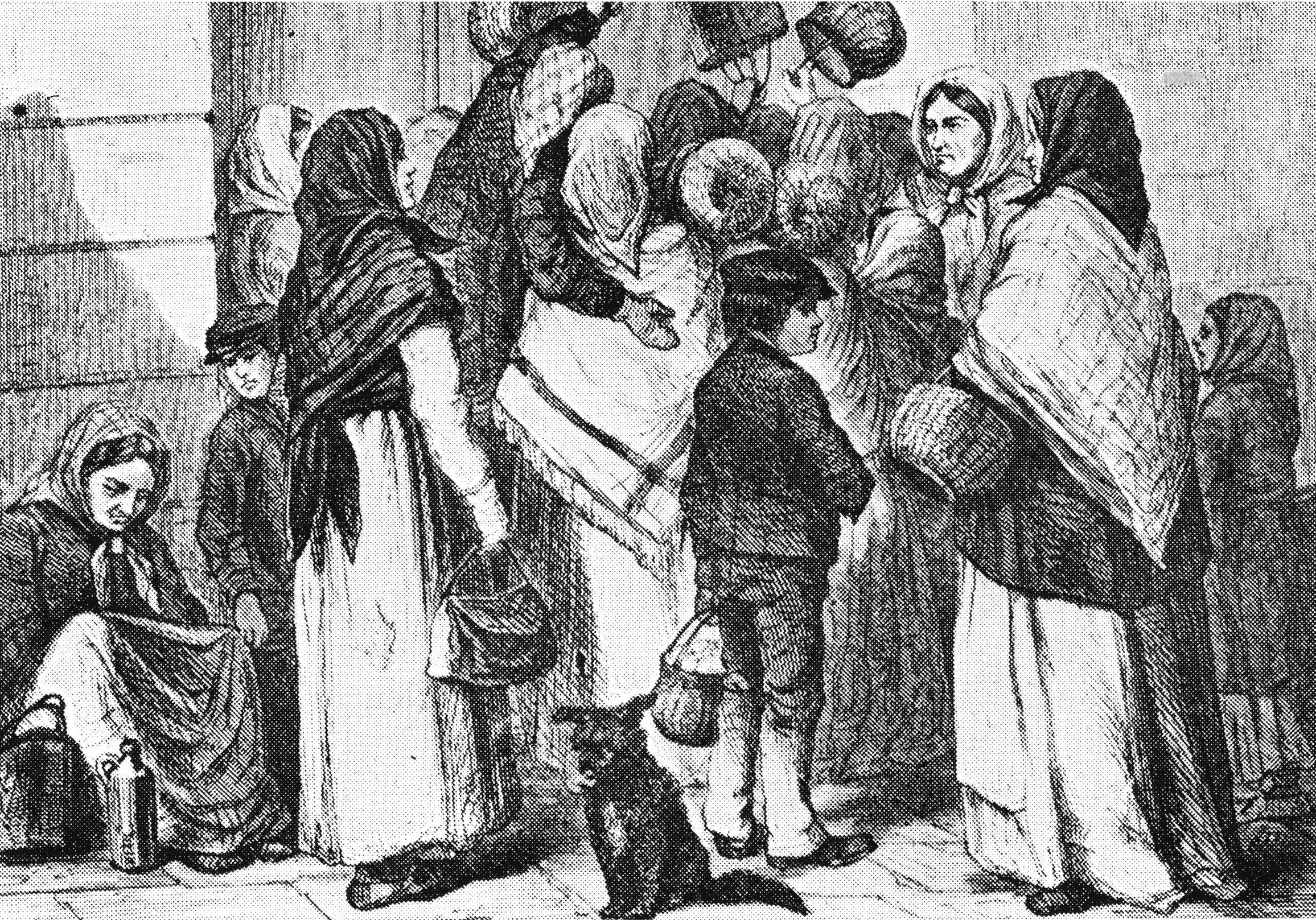
Бедняки ждут бесплатной раздачи хлеба. Стокгольм, вторая половина XIX века

В первой половине XIX века значение Стокгольма падает. Начали подниматься другие города: Норрчёпинг становится крупнейшим промышленным городом страны, Гётеборг становится торговым центром. Во второй половине XIX века Стокгольм восстанавливает свою экономику и возобновляет рост. Появление новых видов производства превратило город в крупный центр торговли и услуг. К концу XIX столетия город стал «воротами» в Швецию. Сильный приток иммигрантов увеличил население города ещё в несколько раз. К концу XIX века менее 40 % жителей Стокгольма были его уроженцами. Началось плановое расширение территории города. В XIX веке здесь сосредоточились научные центры и культурные образования Швеции, такие как Каролинский институт и Королевский технологический институт. В 1897 году в Стокгольме была проведена художественно-промышленная выставка. С 1887 по 1953 год Старая телефонная башня Стокгольма была значимой городской достопримечательностью: первоначально построенная для соединения телефонов, со временем она стала ненужной после того, как телефонные провода закопали, и впоследствии использовалась для рекламы, прежде чем в середине двадцатого века она сгорела и была снесена.

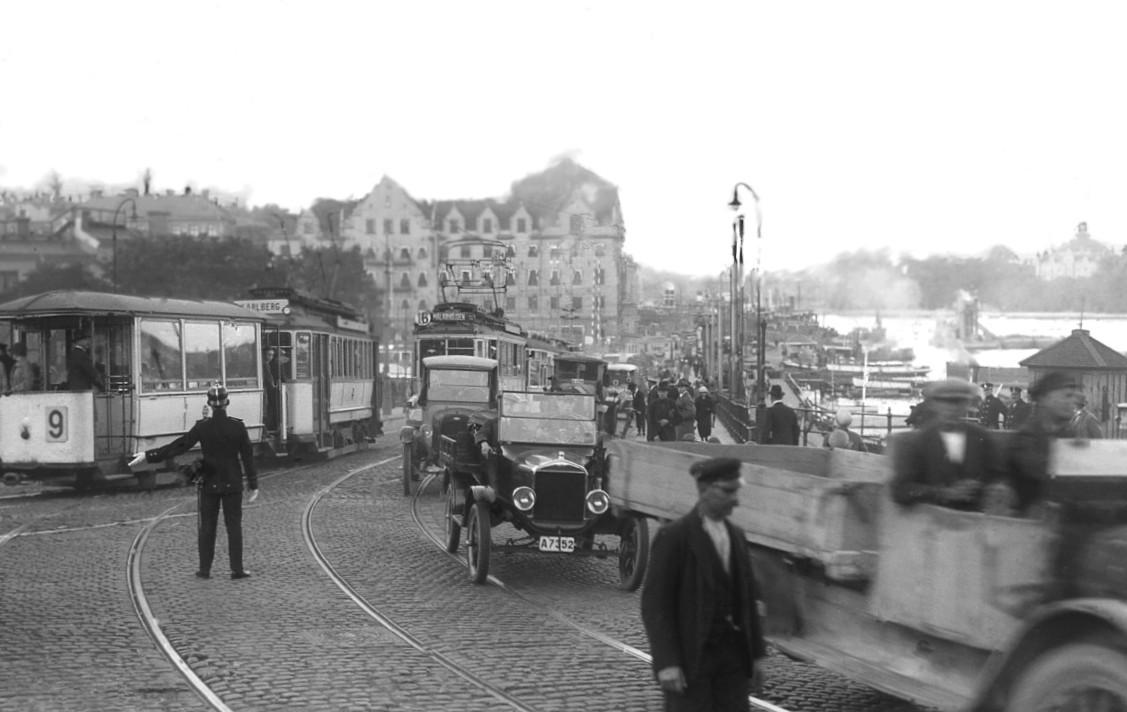
Транспортные заторы в 1925 году

## XX век
C 1901 года в Стокгольме заседает Нобелевский комитет, и ежегодно проводятся церемонии награждения Нобелевских лауреатов. Вручение премий проходит в королевском театре, который расположен поодаль от центра города. В золотом зале городской ратуши устраиваются торжественные банкеты в честь награждённых. Состав блюд праздничного стола всегда держится в секрете.
В 1912 году в Стокгольме прошли летние Олимпийские игры. Во второй половине XX столетия Стокгольм стал современным и технологически развитым городом. Поменялся и этнический состав его населения. Были приняты решения о ликвидации некоторых наиболее ветхих строений города. Закончилось это тем, что район Клара был практически полностью перестроен и заменён современными зданиями. За XX век мощная стокгольмская индустрия была оснащена по последнему слову техники, и стала гораздо более продуктивной и экологически безопасной.
28 февраля 1986 года в центре Стокгольма был убит премьер-министр Швеции Улоф Пальме. Смерть Пальме не оставила равнодушными жителей города, огромная толпа торжественно проводила бывшего премьера в последний путь. В 2007 году шведская прокуратура установила, что убийцей всё же является Карл Густав Кристер Петтерссон, ранее отпущенный за недостатком улик.

## Современность
Сегодня Стокгольм продолжает быстро расти и расширяться. Создаются новые районы, такие, как Ринкебю и Тенста, где проживает много иммигрантов.
Каждый день в полдень возле королевского дворца проходит красочная церемония смены караула. Более часа солдаты шведской армии выполняют сложные построения, в том числе на лошадях, демонстрируют блестящую строевую подготовку и передают шведский флаг новому караулу. Все гвардейцы одеты в национальную синюю форму, которая используется только для данной церемонии.